# Кольшмидт, Виктор Брунович
Виктор Брунович Кольшмидт (швед. Victor Karl Hermann Kohlschmidt; 1862—1927) — генерал-майор русской императорской армии, участник русско-японской войны 1904—1905 годов, Первой мировой и Гражданской войн.

## Биография
Родился 22 июля (3 августа) 1862 года в Санкт-Петербурге в семье прибалтийских немцев евангелическо-лютеранского вероисповедания.
Первоначальное образование получил в Петришуле (1873—1878). Поступил на службу 14 сентября 1879 года юнкером 1-го военного Павловского училища, которое окончил в 1881 году и был выпущен подпоручиком Петербургского гренадерского полка.
С 30 августа 1884 года — поручик. Командовал ротой (1888—1891); с 9 апреля 1889 года — штабс-капитан.
В 1894 году окончил по 1-му разряду Николаевскую академию Генерального штаба. С 17 апреля 1894 года — капитан. Служил помощником старшего адъютанта штаба Варшавского военного округа; с 26 ноября 1894 года — подполковник.
С 1898 года — штаб-офицер для поручений при штабе Приамурского военного округа; служил комиссаром в пограничной страже Амурской области (1900—1902). В 1900—1901 годах участвовал в военных действиях во время подавлении «боксерского восстания» в Китае.
Полковник (старшинство с 14 апреля 1902 года), командовал батальоном в 96-м Омском пехотном полку, затем до 3 февраля 1903 года штаб-офицер при управлении 56-й пехотной резервной бригады.
С 3 февраля 1903 года по 11 марта 1905 года — начальник штаба 22-й пехотной дивизии. В марте 1905 года был ранен и получил назначение начальником штаба 1-й пехотной Сибирской дивизии, но в августе переведён начальником штаба 10-й Восточно-Сибирской стрелковой дивизии; с 17 января 1906 года — начальник штаба 7-й кавалерийской дивизии, а с 4 ноября 1906 года — командир 174-го пехотного Роменского полка.
С 15 июня 1910 года В. Б. Кольшмидт — командир 47-го пехотного Украинского полка. 13 января 1911 года «за отличие» произведён в генерал-майоры с назначением командиром 2-й бригады 17-й пехотной дивизии.
С началом Первой мировой войны Кольшмидт был назначен командующим 17-й пехотной дивизии. С 21 июня 1915 года Кольшмидт командующий 63-й пехотной дивизией. После сдачи 20 августа 1915 года Новогеоргиевской крепости, в гарнизоне которой состояла дивизия, он до 24 июня 1916 года находился в немецком плену — в лагере Оснабрюк в Нижней Саксонии.
В 1918 году В. Б. Кольшмидт добровольно вступил в ряды Красной Армии. Служил в штабе Украинского и Юго-Западного фронтов. С 8 декабря 1919 года преподавал на 22-х Курских пехотных курсах. С 1919 года числился в списках Генштаба РККА; с 1 мая 1921 года служил начальником учебной части Генштаба; в марте 1923 года он указывался штатным преподавателем тактики 40-х Костромских пехотных курсов. Дальнейшая судьба его неизвестна. Умер 18 июля 1927 года.

## Награды
- Орден Св. Станислава 3-й степени (1898);
- Орден Св. Владимира 4-й степени с мечами и бантом (1902);
- Золотое оружие «За храбрость» (1906)[5];
- Орден Св. Владимира 3-й степени (1908);
- Орден Св. Станислава 1-й степени с мечами (1914);
- Мечи к ордену Св. Владимира 3-й степени (1914);
- Орден Св. Анны 1-й степени с мечами (1915).

## Семья
Вступил в первый брак 10 января 1901 года с дочерью генерала от инфантерии Н. П. Брока, фрейлиной Александрой Николаевной (21.10.1863—?). У них родились:
- Виктор (22.09.1901, Санкт-Петербург — 25.09.1957, Антверпен) — инженер, участник Гражданской войны, после окончания которой жил в Эстонии; после 1945 года — подданный Бельгии, член правления РНО; с 1930 года был женат на Татьяне Николаевне Чебышевой (17.08.1899—?)[6].
- Николай (10.07.1902—?)[7]

Во втором браке с дочерью генерала-майора Аркадия Иосифовича Де-Гийдль, Варварой Аркадьевной (1875—1950), родилось трое детей:
- Евгения (1907—1937)
- Александр (1909—1981)[9][10][11]
- Борис (21.03.1912, Санкт-Петербург — 1937).